# Eois reticulata
Eois reticulata är en fjärilsart som beskrevs av William Schaus 1901. Eois reticulata ingår i släktet Eois och familjen mätare. Inga underarter finns listade i Catalogue of Life.